# .il
.ilは国別コードトップレベルドメイン（ccTLD）の一つで、イスラエルに割り当てられている。イスラエルインターネット協会が管理し、NIC - ISRAELによって運営されている。NIC - ISRAELは、IPv4とIPv6に対応するDNSルートサーバをホストするイスラエル・インターネット・エクスチェンジを管理している。
.ilドメインは最も早く登録されたccTLDの一つである。.usと.ukに続き、同じ年の1985年10月24日に登録が始められた。
2014年6月10日現在、イスラエルでは.ilドメインで登録されたドメイン名が227,066件ある。
アラブ首長国連邦のインターネットサービスプロバイダであるEtisalatは、第一レベルドメインが.ilのウェブサイトを全てブロックしている。

## ヘブライ文字ドメイン
2020年5月19日、ICANNは、2012年に提案された.ישראל‎ドメインの使用を承認した。
これとは別に、トップレベルドメインである.קום ("com")が2016年にVeriSignによって登録された。2020年の時点で、このドメインには多くの第二レベルドメインがあり、そのほとんどがヘブライ文字によるものである。

## 第二レベルドメイン
以下の8種類の第二レベルドメインがある。
- .ac.il: 学術機関。管理は大学間計算センターに委託されている。
- .co.il: 商業組織。管理は5つの民間レジストラに委託されている。
- .org.il: 非営利組織。管理は5つの民間レジストラに委託されている。
- .net.il: イスラエルのインターネットサービスプロバイダ。イスラエルインターネット協会のライセンスを受けたプロバイダのみが利用できる。
- .k12.il: 学校と幼稚園
- .gov.il: 政府及び政府機関。管理は財務省（英語版）に委託されている。
- .muni.il: 地方自治体
- .idf.il: イスラエル国防軍(IDF)。管理は陸軍計算情報システムセンター（マムラム（英語版））に委託されている。

上記以外の.il直下の第二レベルドメイン名の登録は行われていない。
2010年より、איגוד-האינטרנט.org.ilのようなヘブライ文字の第三レベルドメインの利用が可能になっている。